# Карсон (Айова)
Карсон (англ. Carson) — місто (англ. city) в США, в окрузі Поттаваттамі штату Айова. Населення — 766 осіб (2020).

## Географія
Карсон розташований за координатами 41°14′9″ пн. ш. 95°25′7″ зх. д. / 41.23583° пн. ш. 95.41861° зх. д. (41.235923, -95.418543).  За даними Бюро перепису населення США в 2010 році місто мало площу 1,84 км², уся площа — суходіл.

## Демографія
Згідно з переписом 2010 року, у місті мешкало 812 осіб у 325 домогосподарствах у складі 228 родин. Густота населення становила 442 особи/км².  Було 353 помешкання (192/км²).
Расовий склад населення:
| - 98,8 % — білих - 0,2 % — корінних американців - 0,1 % — азіатів |

До двох чи більше рас належало 0,9 %. Частка іспаномовних становила 2,3 % від усіх жителів.
За віковим діапазоном населення розподілялося таким чином: 25,2 % — особи молодші 18 років, 58,4 % — особи у віці 18—64 років, 16,4 % — особи у віці 65 років та старші. Медіана віку мешканця становила 39,3 року. На 100 осіб жіночої статі у місті припадало 86,7 чоловіків;  на 100 жінок у віці від 18 років та старших — 87,9 чоловіків також старших 18 років.
Середній дохід на одне домашнє господарство  становив 60 625 доларів США (медіана — 47 039), а середній дохід на одну сім'ю — 75 879 доларів (медіана — 71 000). Медіана доходів становила 38 250 доларів для чоловіків та 36 083 долари для жінок. За межею бідності перебувало 8,1 % осіб, у тому числі 5,4 % дітей у віці до 18 років та 11,2 % осіб у віці 65 років та старших.
Цивільне працевлаштоване населення становило 398 осіб. Основні галузі зайнятості: освіта, охорона здоров'я та соціальна допомога — 28,6 %, виробництво — 13,6 %, будівництво — 9,0 %, мистецтво, розваги та відпочинок — 8,8 %.